# محمدي سرداك (مقاطعة فارياب)
محمدي سرداك (بالفارسية: تلمبه عشایری محمدی سردک) هي مستوطنة تقع في كرمان في إيران. يقدر عدد سكانها بـ 972 نسمة .